# Auburn Hills
Auburn Hills és una ciutat del comtat d'Oakland a l'estat de Michigan dels Estats Units. Segons el cens del 2021, la ciutat tenia una població total de 24.686 habitants. És la seu de la Universitat d'Oakland i la seu de Stellantis als Estats Units, BorgWarner, Chrysler i Volkswagen. Situada a uns 19 km al nord de Detroit, la ciutat forma part del suburbi nord de l'àrea metropolitana de Detroit.